# Чабан Анатолій Юзефович
Анатолій Юзефович Чабан (нар. 9 вересня 1946, село Джулинка, тепер Бершадського району Вінницької області) — український історик, науковець, педагог, громадський діяч, 2-й секретар Черкаського обкому КПУ. Доктор історичних наук (1996), професор (1997). Дійсний член Української академії історичних наук (1999)

## Життєпис
Народився в родині селянина. Закінчив Великотроянівську середню школу Ульяновського району Кіровоградської області зі срібною медаллю.
У 1964—1970 р. — студент заочного відділення фізико-математичного факультету Уманського державного педагогічного інституту. Одночасно, у 1964—1965 р. — учитель Великотроянівської середньої школи на Кіровоградщині, директор Ульяновського районного будинку піонерів Кіровоградської області.
З 1965 року — на комсомольській роботі в Кіровоградській та Черкаській областях; 2-й секретар, 1-й секретар Уманського міського комітету ЛКСМУ.
Член КПРС з 1967 до 1991 року.
У 1972—1974 р. — служба в танкових військах Радянської армії. З 1974 року — на комсомольській роботі в Черкаській області: 1-й секретар Черкаського обласного комітету ЛКСМУ.
У 1979—1981 р. — аспірант Академії суспільних наук при ЦК КПРС у Москві, захистив у 1981 році кандидатську дисертацію «Формування соціальної активності молоді села Української РСР (1970—1976 рр.)».
З 1981 року — на партійній роботі в Черкаській області: секретар Черкаського міського комітету КПУ, завідувач відділу організаційно-партійної роботи Черкаського обласного комітету КПУ.
У 1988 — 1990 р. — секретар Черкаського обласного комітету КПУ.
У 1990 — серпні 1991 р. — 2-й секретар Черкаського обласного комітету КПУ.
У 1991 — 2000 р. — на викладацькій роботі: старший викладач, доцент, професор, завідувач кафедри історії України Черкаського національного університету імені Богдана Хмельницького. Докторську дисертацію «Історія Середнього Подніпров'я з найдавніших часів до середини XVII століття (Геополітичний аспект)» захистив 1996 року (науковий консультант — академік Валерій Смолій).
У липні 2000 — серпні 2003 р. — заступник голови Черкаської обласної державної адміністрації з гуманітарних питань. У 2003 — вересні 2006 р. — перший секретар Посольства України в Республіці Казахстан.
У вересні 2006 — грудні 2007 р. — завідувач кафедри історіографії, джерелознавства та спеціальних історичних дисциплін України Черкаського національного університету імені Богдана Хмельницького.
У січні — липні 2008 р. — тимчасовий виконувач обов'язків заступника голови Черкаської обласної державної адміністрації. У липні 2008 — 2010 р. — заступник голови Черкаської обласної державної адміністрації з гуманітарних питань.
З 2010 року — професор кафедри археології та спеціальних галузей історичної науки Черкаського національного університету імені Богдана Хмельницького, Член правління Черкаської обласної організації Всеукраїнської спілки краєзнавців, почесний член Всеукраїнської спілки краєзнавців. Під його керівництвом діє науковий Центр вивчення історії Середнього Подніпров'я.

## Наукові досягнення
У колі наукових зацікавлень — історіографія історії України, становлення української козацької держави, геополітичні аспекти регіональної історії, історичне краєзнавство, інтеграція України в ЄС. Головний науковий доробок — дослідження ролі й місця Середньої Наддніпрянщини в історії України, як ядра етнотворення, колиски української державності, українського козацтва. Він є автором близько трьохсот публікацій, в тому числі п'яти монографій та десяти навчальних та навчально-методичних посібників. Його зусиллями із середини 90-х років ХХ ст. в університеті діє самобутня історична школа із дослідження історії Середньої Наддніпрянщини — етнічного та державотворчого ядра України. Завдяки діяльності цієї школи при активній співпраці з Інститутом історії України НАН України будо проведено десять Всеукраїнських читань «Українська козацька держава: витоки та шляхи історичного розвитку», VII Всеукраїнська краєзнавча конференція, ряд міжнародних та регіональних наукових конференцій.
За його безпосередньої участю на базі факультету було створено Центр досліджень історії регіону, реалізована держбюджетна тема «Геополітичні аспекти етносоціальних процесів Середнього Подніпров'я». Професор А. Ю. Чабан — один із засновників Наукового товариства істориків-аграрників, учасник багатьох Всеукраїнських наукових заходів щодо дослідження історії української державності, українського козацтва, аграрної історії України. На початку 80-х років минулого століття очолював комісії із встановлення дати заснування міста Черкаси.
Він є членом спеціалізованої вченої ради із захисту докторських та кандидатських дисертацій. Під його керівництвом захищено 6 дисертацій на здобуття вченого ступеня кандидата історичних наук. Нині це відомі дослідники історії України: В. М. Мельниченко, З. В. Священко, Л. І. Синявська, С. Ю. Обрусна, Н. І. Бойко, О. В. Харсун. Три із них нині стали докторами наук — З. В. Священко, С. Ю. Обрусна, Л. І. Синявська. Він активно сприяв науковому зростанню В. В. Масненка, Н. О. Попової, В. Ф. Боєчка, Ю. М. Михайлюка, К. В. Івангородського.
Дослідник історії українського козацтва, козацької держави середини XVII століття, проблем регіональної історії. Автор понад 250 науково-краєзнавчих публікацій, у тому числі монографії «Витоки», «Середнє Подніпров'я» (у 2-х книгах), історико-публіцистична книга «Постаті», навчальний посібник «Історія Середньої Наддніпрянщини», 8 навчально-методичних посібників, низка краєзнавчих видань («Наймолодша в Україні», «Корсунь-Шевченківська битва. Сторінки історії», «Духовності криниця»).

## Родина
Дружина, Людмила Павлівна, працює заступником директора школи № 34 міста Черкас. Старша донька, Наталія, мешкає в Новій Зеландії, працює доктором філософії, професором Кентеберійського університету та обрана президентом Асоціації україністів Австралії та Нової Зеландії. Молодша донька, Ольга, проживає в США, працює менеджером в університеті Рутгерс, є докторантом. Дві онуки: Майя і Селія.

## Нагороди
- орден «Знак Пошани» (1976)
- орден Данила Галицького (2009)
- орден Нестора Літописця
- лауреат премії імені академіка Петра Тронька (2016)
- лауреат премії імені Захаренка (2016 р.).
- грамота Президії Верховної Ради УРСР (1979)
- грамота Верховної Ради України (2003)
- відмінник народної освіти (1996)
- почесний краєзнавець України (2015)
- почесні знаки «За заслуги перед Черкащиною» (2006, 2010)
- медалі

## Основні праці

### Монографії та посібники
- Витоки. Середнє Подніпров'я з найдавніших часів до середини XVII століття: монографія. — Черкаси: Сіяч: Реал, 1994. — 239 с.
- Середнє Подніпров'я: монографія: у 2-х кн. — Черкаси: РВВ ЧДУ, 1999.
- Українці Казахстану / авт. кол.: А. Чабан [та ін.]. — Київ: Мистецтво, 2004. — 212 с.
- Постаті. Історико-публіцистичні нариси. — Костанай: Печатний двор, 2006. — 320 с.
- Історія Середньої Наддніпрянщини: навч. посіб. для студентів ВНЗ. — Черкаси: Вертикаль, 2011. — 620 с.
- Корсунь-Шевченківська битва: сторінки історії / А. Ю. Чабан, П. Я. Степенькіна. — Корсунь-Шевченківський: Всесвіт, 2014. — 326 с.
- Наймолодша в Україні. Черкаській області — 60 років: етапи розвитку, люди і події / авт.-упоряд.: В. М. Мельниченко, А. Ю. Чабан ; ред. група: Т. С. Калиновська, Т. А. Клименко. — Черкаси: Кандич С. Г., 2013. — 256 с.
- Щедрий стіл Середньої Наддніпрянщини: монографія. — Черкаси: Вертикаль, 2017. — 320 с.
- Україна та імперська Росія: навч.-метод. посіб. для студентів істор. ф-тів. — Черкаси: В-во ЧНУ ім. Б. Хмельницького, 2016. — 98 с.

### Вибрані статті
- Середнє Подніпров'я як центр державотворчих процесів у козацьку добу історії України // Українська козацька держава: витоки та шляхи історичного розвитку: матеріали Четвертих Всеукр. істор. читань. — Київ ; Черкаси, 1994. — С. 57–61.
- Проблеми історії Середнього Подніпров'я (з найдавніших часів до середини XVII ст.) // Історичне краєзнавство в Україні: традиції і сучасність: матеріали VII Всеукр. наук. конф. — Київ, 1995. — Ч. 2. — С. 425—428.
- Середнє Подніпров'я у формуванні української козацької держави (на основі аналізу праць дослідників історії України західної діаспори) // Зб. матеріалів Всеукраїнська конференція музейних працівників. — Черкаси, 1995. — С. 28–34.
- Богдан Хмельницький і Середнє Подніпров'я // Богдан Хмельницький та його доба: матеріали Міжнар. наук. конф. — Київ, 1996. — С. 126—129.
- Роль порубіжних територій у процесі генези козацтва / Чабан А. Ю., Боєчко В. Ф. // Укр. іст. журн. — 1999. — № 2. — С. 48–62.
- Середнє Подніпров'я — ядро формування українського етносу // Вісник Черкаського університету. Серія Іст. науки: [з6. наук. ст.]. — Черкаси, 1999.– Вип. 12. — С. 3–9.
- Середнє Подніпров'я на історичній карті України (проблеми дослідження регіональної історії) // Історична наука на порозі XXI століття: матеріали Міжнар. наук. конгресу. — Чернівці, 2001. — С. 288—296.
- Черкащина: біля джерела українського етносу // Черкаський край — земля Богдана і Тараса: культуролог. зб. — К., 2002. — С. 28–32.
- Регіональна політика щодо сприяння соціальному становленню та розвитку сільської молоді // Сільська молодь: проблеми і перспективи: матеріали доп. та виступів учасн. Всеукр. конф. — Київ, 2003. — С. 10–19.
- Феномен Тараса Шевченко // Аманат: літ.-худ. журн. [Республіка Казахстан]. — № 2. — 2004 р. С. 48–54.
- Середня Наддніпрянщина в часи Визвольної війни під проводом Богдана Хмельницького (історіографічний аналіз) // Вісник Черкаського університету. Серія історичні науки. № 23(236). — Черкаси, 2012. — С. 22–35.
- Середня Наддніпрянщина біля витоків Української національної революції середини XVII ст. // Вісник Черкаського університету. Серія Історичні науки. — 2015. — № 22. — С. 11–18.
- Візія М. С. Грушевського історії Середньої Наддніпрянщини // Symposium historiographigum Chercasiesium: матеріали Черкаського історіографічного симпозіуму. — Черкаси, 2016. — С. 168—186.